# Procédure de divorce
La procédure de divorce est l'ensemble des formalités et démarches à suivre afin d'obtenir la rupture officielle d’un mariage précédemment célébré entre deux personnes.

## Droit par pays

### Canada
Au Canada, bien que les règles substantielles sur le divorce aux termes de la Loi sur le divorce relèvent de la compétence du législateur fédéral (art. 91 (26) de la Loi constitutionnelle de 1867), la procédure de divorce dépend des règles de procédure civile des provinces.

#### Québec
En droit québécois, la procédure en divorce exige d'abord le dépôt d'une demande introductive d'instance en divorce en vertu des articles 100, 141, 143, 145 et 409 du Code de procédure civile.

### France
En France, c'est le juge aux affaires familiales, dit le JAF, un magistrat généraliste du tribunal judiciaire, qui est compétent dans le cadre des affaires de rupture de mariage.